# Категории годности к военной службе

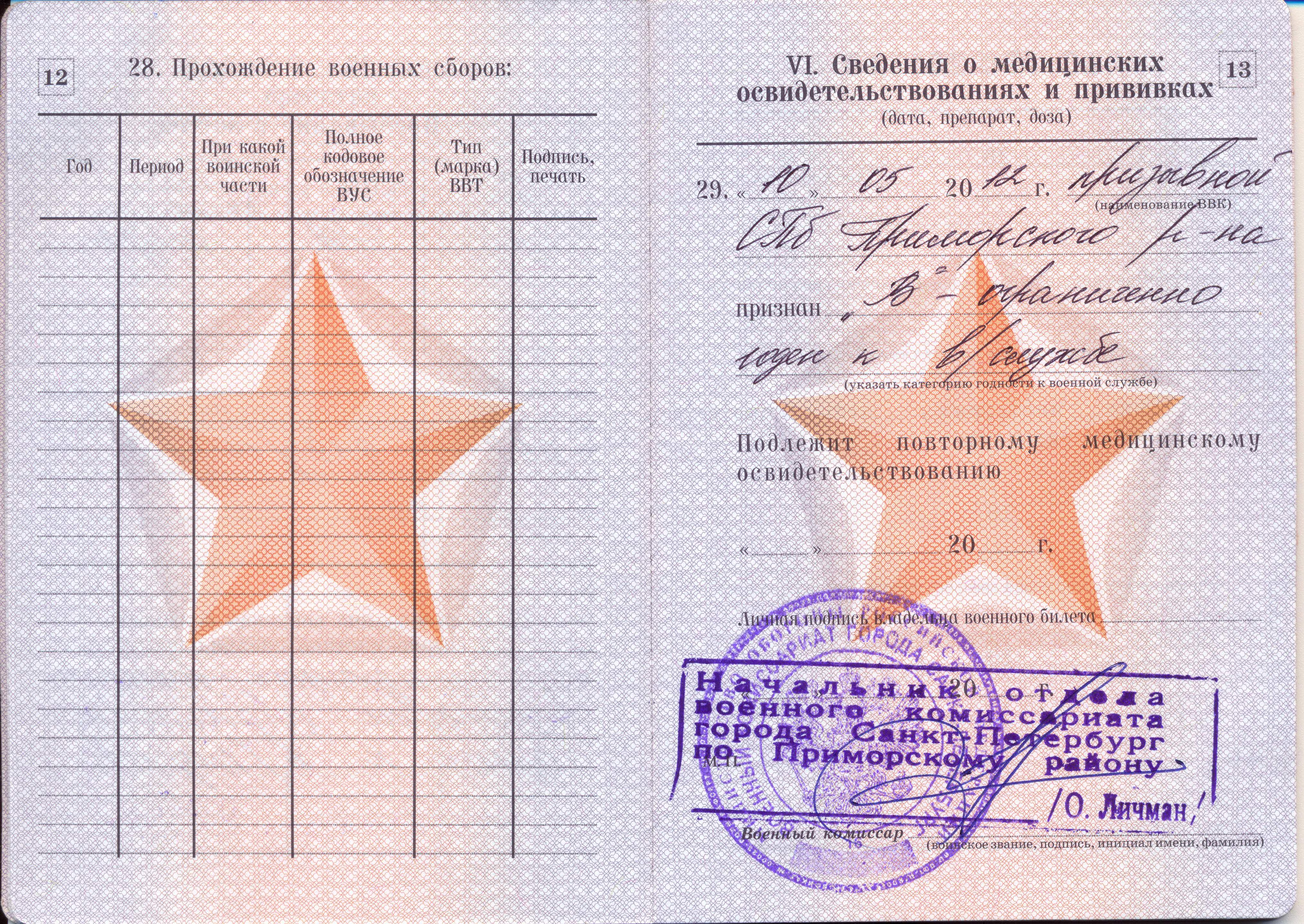
Запись в военном билете о категории годности к военной службе в ВС России. 2012 год

Категории годности к военной службе — категории, в описании к которым определяется способность человека служить в Вооружённых силах в целом и, в частности, нести службу в родах войск видов ВС и отдельных родах войск (сил) и служб.
Категории годности к военной службе используются в некоторых государствах при осуществлении организованного призыва людей на срочную военную службу, при мобилизации, принятии (найме) на контрактную службу, либо поступлении в военные учебные заведения.

## Российская Федерация

### История
В Российской империи набор рекрутов также осуществлялся с учётом их общефизического состояния, однако не категоризировался. То есть присутствовавший при освидетельствовании медицинский чиновник мог либо подтвердить годность молодого человека к военной службе, либо счесть его негодным к ней. Эти правила распространялись в том числе и на поселившихся в России иностранцев. Так, Свод Российских узаконений по военно-судебной части первой половины XIX века содержит следующие указания:

Всѣхъ тѣхъ, коихъ общества имѣть у себя не пожелаютъ, и кои окажутся годными къ военной службѣ, обращатъ въ оную; негодныхъ же къ службѣ выходцевъ, непринимаемыхъ обществами, приписывать в рабочіе люди по уѣзднымъ городамъ, неблизкимъ однако жъ къ границѣ.— Свод Российских узаконений по военно-судебной части. 1828

### Категория «А»
«А» — годен к военной службе, абсолютно здоров и не имеет никаких проблем со здоровьем. Военнообязанные граждане с такой категорией имеют право проходить службу по контракту (после службы по призыву) в спецподразделениях, подразделениях антитеррористических операций, в том числе особых подразделениях комендатуры (военная полиция). Призывники с такой категорией могут рассчитывать на прохождение службы в элитных воинских частях (морская пехота, воздушно-десантные войска, воздушно-космические силы, подводные части Военно-морского флота).
- А1 — годен без ограничений, патологий и отклонений в здоровье не имеет, серьёзных заболеваний не имел[2][3].
- А2 — годен с ограничениями на нагрузку с последующим отбором, серьёзно болел, перенёс серьёзную травму (перелом кости или сотрясение мозга). Не препятствует прохождению службы в войсках специального или особого назначения[2][3].
- А3 — годен с ограничением на нагрузку с последующим отбором, показатель предназначения 3-го означает, что обнаружены небольшие трудности со зрением (например, близорукость не более 2 диоптрий).
- А4 — годен с ограничением на нагрузку с последующим отбором, показатель предназначения 4-го означает, что обнаружены небольшие трудности со стопой (например, плоскостопие 1 степени).

### Категория «Б»
«Б» — годен к военной службе с незначительными ограничениями. На медицинском освидетельствовании у призывника обнаружены трудности со здоровьем, которые, однако, не препятствуют призыву на военную службу (например, плоскостопие 2-й степени, сколиоз 2-й степени, деформация грудной клетки 2-й степени, близорукость менее 6 диоптрий). Чем сильнее заболевание, тем ниже группа (1—4) в категории (А—Б), причем любого рода имеющееся заболевание должно соответствовать критериям в военно-медицинском расписании болезней и не выходить за рамки нестроевых типов болезней. Например, призывники срочной службы при получении определённой группы в категории Б будут относиться к боевым воинским частям (группы 1—3) либо к частям воинского тыла (группа 4). Такие бойцы будут приписаны к ограничениям. Если категория А, то кандидат имеет право подписать контракт с воинскими частями элитных подразделений, а также спецподразделений и комендантских подразделениях. Если же кандидат получил категорию Б с первой группой, то выбор воинских подразделений на службе по призыву и контракту снижается.
- Б1 — части специального назначения, морская пехота (МП), воздушно-десантные войска (ВДВ), воздушно-космические силы (ВКС), десантно-штурмовые воинские части (ДШВ), пограничные войска (ПВ), части военной разведки (ГРУ)[2][3].
- Б2 — подводные лодки, надводные корабли; водители и члены экипажей танков, самоходно-артиллерийских установок, инженерных машин на базе танков и тягачей[2][3].
- Б3 — водители и члены экипажей боевых машин пехоты, бронетранспортеров и пусковых установок ракетных частей, мотострелковые части, части внутренних войск МВД РФ и ФСВНГ РФ (вне спецподразделений), караульные части, противовоздушные части, химические войсковые части, специалисты заправки и хранения горючего; зенитно-ракетные части[2][3].
- Б4 — части военных спецсооружений (инженерные войска, железнодорожные войска, дорожные войска), специалисты охраны и обороны боевых ракетных комплексов (ВОХР), части связи, радиотехнические части, технические грузовые части, части материального обеспечения (МТО); остальные части вооружённых сил РФ, других войск, воинских формирований и органов[2][3].

### Категория «В»
«В» — ограниченно годен к военной службе. Призывник получает освобождение от призыва в мирное время и зачисляется в запас, не освобождён от призыва на военные сборы.
В военное время частично подлежит призыву для укомплектования частей второй очереди (исходя из резервной воинской группы учета РА), также частично подлежит призыву на военные сборы. Получает военно-учётную специальность (ВУС) по гражданской специальности.

### Категория «Г»
«Г» — временно не годен к военной службе. Даётся отсрочка. Данная категория даётся на временном основании вследствие обучения гражданина призывного возраста в вузе либо наличия расстройства здоровья или травмы (перелом кости, дистрофия или чрезмерное ожирение и т. п.). Такая отсрочка предполагает вероятность выздоровления. Отсрочка от призыва по такой категории годности может даваться минимум на 6 месяцев; возможно продление данной отсрочки. После нескольких отсрочек ставится категория В. Категория В гражданам призывного возраста может быть поставлена в случае прохождения ВВК вследствие непригодности в мирное время.

### Категория «Д»
«Д» — не годен к военной службе. Данная категория освобождает призывника от призыва и от воинской обязанности в целом. Призывникам с такой категорией выдаётся военный билет, где отмечается абсолютная негодность. Кроме того, в паспорте ставится соответствующий штамп. Если данную категорию получил сотрудник Минобороны РФ при прохождении службы в связи с получением ранений, что не позволяет продолжать службу, то он пополняет собой воинский резерв, однако в связи с фактом принятия им воинской присяги он не может быть списан до определённого времени (возрастная группа резерва) и всё ещё будет являться военнообязанным до списания (по возрастной группе). Такому сотруднику ставится отметка в военном билете с определённой группой резерва (категория 2). В отличие от категории В, данному сотруднику будет уделено малое внимание при военных сборах и крайне высокое — в военное время.

### Ограничения при осуществлении дальнейшей профессиональной деятельности
Если гражданин получил категории годности В или Д, возможны ограничения при устройстве на работу в дальнейшем. Например, при попытке устроиться на работу в такие организации, как МВД России, ФСБ России, ФСИН России, МЧС России.
Ситуация изменилась с вводом новых положений «О военно-врачебной экспертизе» в плане того, что теперь предусмотрено повторное медицинское освидетельствование гражданина в связи с изменением состояния его здоровья, ранее имевшего категорию годности В. В случаях успешного прохождения повторного медицинского освидетельствования делается отметка в военном билете, где выставляется новая категория годности к военной службе А либо Б. Таким образом, ограничения можно частично снять при приёме на службу в силовые структуры и ведомства, перечисленные выше. Но это совсем не значит, что военно-врачебные комиссии ведомств не будут запрашивать данные из военных комиссариатов, по какой причине тот или иной гражданин был освобождён от военной службы по призыву. Запрошенные данные также будут учитываться при вынесении решения по вопросу признания кандидата годным или негодным к службе в той или иной силовой структуре.
Существует также ряд мифов о запрете на получение водительских прав. Однако чаще всего лишь серьёзные заболевания опорно-двигательного аппарата, заболевания органов чувств, психические заболевания препятствуют получению водительских прав, так, например, сердечные заболевания редко учитываются медицинской комиссией при установке возможности получения водительских прав. Однако некоторые заболевания могут препятствовать не получению водительских прав в целом, а получению водительских прав с отдельной категорией или права заниматься профессиональной деятельностью в данной сфере. Например, водить автобус или такси.

### Смена категории годности
Для того, чтобы сменить категорию годности необходимо обжаловать решение призывной комиссии в вышестоящей инстанции. Чаще всего это военный комиссариат субъекта Российской Федерации. Если категория годности остается неизменной, следует обращаться в суд.

## США
Подобные категории существовали ранее и уже длительное время применяются призывными учреждениями других стран. Так, например, в Соединённых Штатах ещё в начале XX века действовали следующие категории (классы) годности:
- Класс A: Физически годен к любому роду военной службы
- Класс B: Годен к военной службе по излечении от болезни
- Класс C-1: (ограниченная годность; общий) Не совсем физически годен к военной службе, но годен к Службе обеспечения за рубежом (англ. the Service of Supplies), или к военной службе в Соединённых Штатах
- Класс C-2: (ограниченная годность; специальный) Ограниченно годен исключительно к военной службе в Соединённых Штатах в должности, утверждённой уполномоченным медицинским работником
- Класс D: Не годен к военной службе.

Согласно членам американского Комитета классификации военных кадров, такие категории существенно облегчали работу офицеров, осуществляющих набор новобранцев.

## Израиль
В Израильской армии используется система «профилей». Профиль — это число от 21 до 97, которое определяется в зависимости от здоровья призывника.
- 97 — абсолютно здоров. Годен к службе во всех боевых частях, включая «элитные».
- 82 — лёгкая проблема (например, дальтонизм). Годен к службе в боевых частях.
- 77 — хронический насморк или повышенное потоотделение.
- 72 — средняя проблема (астма, сильная близорукость) — не годен к пехоте, но годен к другим боевым подразделениям.
- 65 — травма во время службы.
- 64 — серьёзная проблема (целиакия, сильная астма и т. д.). Не годен к службе в боевых частях.
- 35 — диабет, проблемы со слухом, эпилепсия. Служба в тылу.
- 30 — добровольцы. Получив 21-й профиль, подал(а) просьбу служить, и было решено, что он(а) пригоден (пригодна) к службе, учитывая ограничение.
- 24 — временно не пригоден к службе.
- 21 — абсолютно не пригоден к службе в армии по здоровью (душевному либо физическому).

## Республика Беларусь
- «Г» — годен.
- «ГО» — годен с ограничениями.
- «НГМ» — не годен к прохождению службы в мирное время. Признание призывника негодным к военной службе является основанием для его освобождения от призыва и зачисления в запас Вооружённых Сил Республики Беларусь (бел. Узброеныя Сілы Рэспублікі Беларусь) в звании «рядовой» без прохождения военной службы.
- «НГИ» — не годен к прохождению службы с исключением с воинского учёта.
- «ВН» — временно не годен к прохождению военной службы.
- «ГНС» — годен к прохождению военной службы вне строя в мирное время.
- «ИНД» — категория годности к военной службе, военной службе в виде Вооруженных Сил, роде войск и воинском формировании, годность по отдельным военно-учетным специальностям, к поступлению в военные учебные заведения, определяемая индивидуально.
- «НГ» — не годен к прохождению службы.

## Япония
Во время Японской империи действовала следующая система категорий годности к воинской службе:
- Категория I-А: годен
- Категория II:
  - B-1: годен с незначительными ограничениями
  - B-2: годен с ограничениями
- Категория III-C: годен к нестроевой службе
- Категория IV-D: абсолютно не годен
- Категория V-E: не определено, необходимо последующее обследование